# Jimmy Smith
Jimmy Smith (født James Oscar Smith 8. december 1928 – 8. februar 2005) var en amerikansk jazzorganist.
Hans populære "Blue Note"-indspilninger i perioden 1956-1963 skabte det moderne jazz-orgelspil. Han smeltede elementer fra blues og gospel sammen med bebop'en i en afstemt og funky Hammond-sound.

## Diskografi

### Som leder/medleder
- A New Sound... A New Star... Jimmy Smith at the Organ, Volume 1 (Blue Note, 1956)
- A New Sound A New Star: Jimmy Smith at the Organ Volume 2 (Blue Note, 1956) – a.k.a. The Champ
- The Incredible Jimmy Smith at the Organ Volume 3 (Blue Note, 1956)
- At Club Baby Grand, Volume One (Blue Note, 1956)
- At Club Baby Grand, Volume Two (Blue Note, 1956)
- A Date with Jimmy Smith Volume One (Blue Note, 1957)
- A Date with Jimmy Smith Volume Two (Blue Note, 1957)
- Jimmy Smith at the Organ, Volume 1 (Blue Note, 1957)
- Jimmy Smith at the Organ, Volume 2 (Blue Note, 1957)
- The Sounds of Jimmy Smith (Blue Note, 1957)
- Plays Pretty Just for You (Blue Note, 1957)
- Groovin' at Smalls' Paradise, Volume One (Blue Note, 1958) – recorded in 1957
- Groovin' at Smalls' Paradise, Volume Two (Blue Note, 1958) – recorded in 1957
- House Party (Blue Note, 1958) – recorded in 1957-58
- The Sermon! (Blue Note, 1959) – recorded in 1957-58
- Crazy! Baby (Blue Note, 1960)
- Home Cookin' (Blue Note, 1961) – recorded in 1958-59
- Midnight Special (Blue Note, 1961) – recorded in 1960
- Plays Fats Waller (Blue Note, 1962)
- Bashin': The Unpredictable Jimmy Smith (Verve, 1962)
- Back at the Chicken Shack (Blue Note, 1963) – recorded in 1960
- Hobo Flats (Verve, 1963)
- Rockin' the Boat (Blue Note, 1963)
- Any Number Can Win (Verve, 1963)
- Blue Bash! (Verve, 1963) with Kenny Burrell
- Who's Afraid of Virginia Woolf? (Verve, 1964)
- The Cat (Verve, 1964)
- Christmas '64 (Verve, 1964)
- Prayer Meetin' (Blue Note, 1964) – recorded in 1963
- Softly as a Summer Breeze (Blue Note, 1965) – recorded in 1958
- Monster (Verve, 1965)
- Organ Grinder Swing (Verve, 1965)
- Got My Mojo Workin' (Verve, 1965)
- La Metamorphose Des Cloportes (Verve, 1965)
- Live at the Village Gate (Metro, 1965)
- Bucket! (Blue Note, 1966) – recorded in 1963
- Swings Along with Stranger in Paradise (Pickwick, 1966) – early recordings
- Live in Concert (Metro, 1966)
- Peter & the Wolf (Verve, 1966)
- Hoochie Coochie Man (Verve, 1966)
- Jimmy & Wes: The Dynamic Duo (Verve, 1966) with Wes Montgomery
- I'm Movin' On (Blue Note, 1967) – recorded in 1963
- In Hamburg – Live! (Metro, 1967)
- Respect (Verve, 1967)
- Open House (Blue Note, 1968) – recorded in 1960
- Stay Loose (Verve, 1968)
- Plain Talk (Blue Note, 1968) – recorded in 1960
- Livin' It Up! (Verve, 1968)
- The Boss (Verve, 1968) – live
- Further Adventures of Jimmy and Wes (Verve, 1968) with Wes Montgomery – recorded in 1966
- The Fantastic Jimmy Smith (Upfront, 1969) – early recordings
- Groove Drops (Verve, 1970)
- The Other Side of Jimmy Smith (MGM, 1970)
- I'm Gon' Git Myself Together (MGM, 1971)
- In a Plain Brown Wrapper (Verve, 1971)
- Root Down (Verve, 1972) – live
- Bluesmith (Verve, 1972)
- Newport In New York '72 (The Jimmy Smith Jam, Vol. 5) (Cobblestone, 1972)[2]
- Portuguese Soul (Verve, 1973)
- Black Smith (Pride/Atlantic, 1974)
- Live In Israel (Isradisc, 1974) – Israel only release
- Paid in Full (Mojo, 1974)
- Jimmy Smith '75 (Mojo, 1975)
- Sit on It! (Mercury, 1977)
- It's Necessary (Mercury, 1977) – live
- Unfinished Business (Mercury, 1978)
- Jimmy Smith Plays For The People (Polydor, 1978)[3] – South Africa only release
- Confirmation (Blue Note, 1979)
- Cool Blues (Blue Note, 1980) – live; recorded in 1958
- The Cat Strikes Again (Wersi, 1980; Inner City, 1981)
- On the Sunny Side (Blue Note, 1981)
- Second Coming (Mojo, 1981)
- Off the Top (Elektra Musician, 1982)
- Keep On Comin'  (Elektra Musician, 1983) – live
- Special Guests (Blue Note, 1984)
- Go for Whatcha Know (Blue Note, 1985)
- Jimmy Smith Trio + LD (Blue Note, 1985) with Lou Donaldson – Japan only release; recorded in 1957
- Prime Time (Milestone, 1989)
- Fourmost (Milestone, 1991) with Stanley Turrentine, Kenny Burrell, Grady Tate – live; recorded in 1990
- Sum Serious Blues (Milestone, 1993)
- The Master (Blue Note, 1994) – live
- The Master II (Blue Note, 1994) – live
- Damn! (Verve, 1995)
- Angel Eyes: Ballads & Slow Jams (Verve, 1996)
- All the Way Live (Milestone, 1996) with Eddie Harris – recorded in 1981
- Cherokee (Blue Note, 1996)
- Lonesome Road (Blue Note, 1996)
- Standards (Blue Note, 1998)
- Six Views of the Blues (Blue Note, 1999)
- Dot Com Blues (Blue Thumb/Verve, 2000)
- Fourmost Return (Milestone, 2001) – live; recorded in 1990
- Black Cat (Castle Pie, 2001)
- Straight Life (Blue Note, 2007) – recorded in 1961

### Som medvirkende
Med King Curtis
- Get Ready (Atco, 1970)
- Everybody's Talkin (Atco, 1972)

Med Joey DeFrancesco
- Incredible! (Concord Jazz, 2000)
- Legacy (Concord Jazz, 2005)

Med Quincy Jones
- Smackwater Jack (A&M, 1971)
- The Original Jam Sessions 1969 (Concord Jazz, 2004) also with Bill Cosby – recorded in 1969

Med andre
- Beastie Boys, Ill Communication (Capitol, 1994)
- George Benson, George Benson: Compact Jazz (Verve, 1987)
- Jean-Michel Bernard, Cash (Naive, 2008)
- Dee Dee Bridgewater, Love and Peace: A Tribute to Horace Silver (Verve, 1995) – recorded in 1994
- Kenny Burrell, Ellington Is Forever (Fantasy, 1975)
- Cornell Dupree, Shadow Dancing (Versatile, 1978)
- Stu Gardner, The Italian Heist (Super Disco Edits, 2019)
- Jon Hendricks, Love (Muse, 1982)
- James Ingram, It's Your Night (Qwest/WB, 1983)
- Michael Jackson, Bad (Epic, 1987)
- Toshihiko Kankawa, Quarter Run (Paddlewheel, 1984)
- Robbie Krieger, Robbie Krieger & Friends (Blue Note, 1977)
- Yoshiaki Miyanoue with special guest Jimmy Smith, Touch of Love (Vap, 1981)
- Frank Sinatra, L.A. Is My Lady (Qwest/WB, 1984)
- Candi Staton, Stand Up and Be a Witness (Beracah, 1989)
- Stanley Turrentine, Straight Ahead (Blue Note, 1985) – recorded in 1984
- Lenny White, Venusian Summer (Nemperor, 1975)
- V.A., Newport In New York '72 (The Jam Sessions, Vol. 4) (Cobblestone, 1972)[4]
- V.A., One Night With Blue Note, Volume 3 (Blue Note, 1985)[5]